# Burien
Burien is een plaats (city) in de Amerikaanse staat Washington, en valt bestuurlijk gezien onder King County.

## Demografie
Bij de volkstelling in 2000 werd het aantal inwoners vastgesteld op 31.881.
In 2006 is het aantal inwoners door het United States Census Bureau geschat op 31.131, een daling van 750 (-2,4%).

## Geografie
Volgens het United States Census Bureau beslaat de plaats een oppervlakte van
34,3 km², waarvan 19,3 km² land en 15,0 km² water.

## Plaatsen in de nabije omgeving
De onderstaande figuur toont nabijgelegen plaatsen in een straal van 8 km rond Burien.

## Externe link

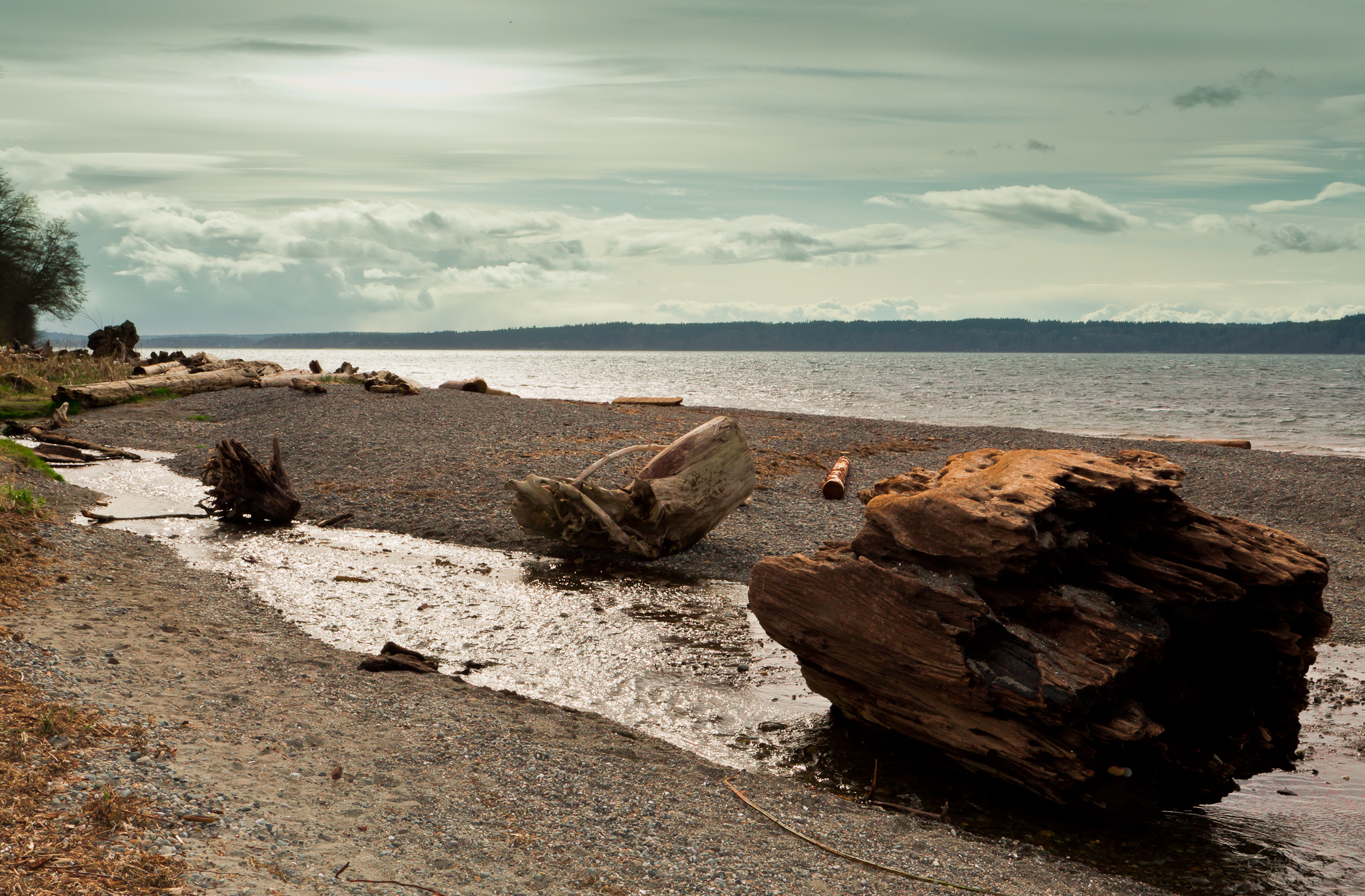
Seahurst Park